# Cukrářství

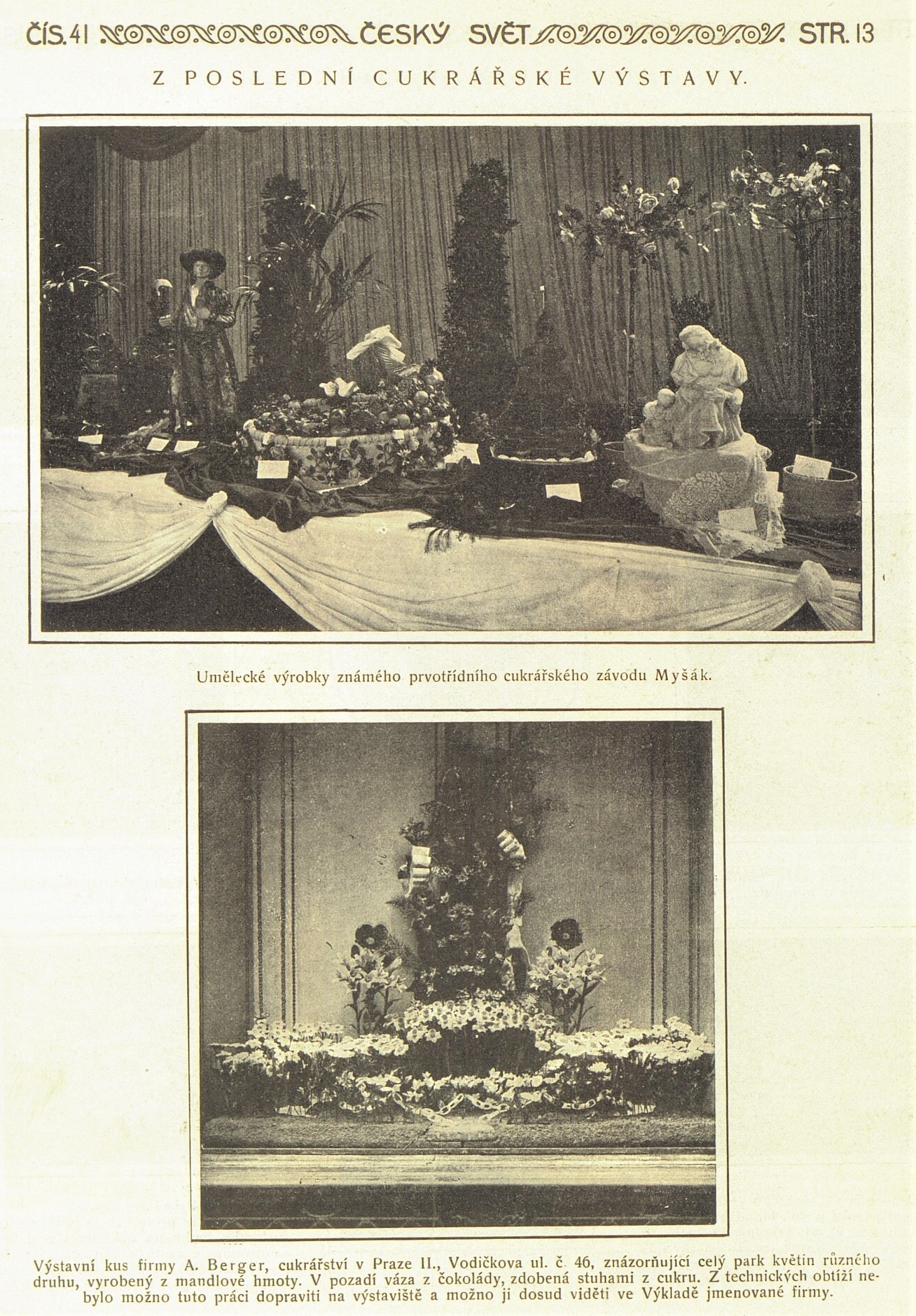
Výrobky cukrářů Berger a Myšák, 1923

Cukrářství je pracovní obor zabývající se výrobou cukrárenských výrobků, jako jsou například dorty, zákusky, věnečky, indiánky apod. Člověk, který pracuje v tomto oboru se jmenuje cukrář nebo cukrářka, v případě vyšší pozice se pak jedná o šéfcukráře nebo šéfcukrářku.

## Historie
Předchůdci cukrářů byli perníkáři, jejichž řemeslo se v Česku datuje od 14. století, a konfetáři, jejichž řemeslo se v Česku datuje od 14. století (dělali konfety, tehdejší bonbony) . V první polovině 19. století nastal postupný útlum perníkářského řemesla, které na přelomu 19. a 20. století postupně splynulo s cukrářstvím do jednoho.
Mezi významné prvorepublikové podniky patřila například pražská cukrářství Myšák a Berger.

## Popis pozice cukrář
Mezi typické činnosti cukráře patří
- Přebírání, kontrolování a uskladňování surovin pro cukrářskou výrobu.
- Připravování široké škály cukrářských polovýrobků, polotovarů a hotových výrobků.
- Obsluhování strojně-technologických zařízení.
- Důsledné dodržování receptur, kvality a množství použitých surovin.
- Dodržování přísných hygienických standardů a postupů.
- Vykonávání senzorické kontroly jakosti výrobků.
- Krájení a zdobení hotových cukrářských výrobků.
- Odebírání vzorků z polovýrobků, polotovarů a hotových výrobků pro účely laboratorního rozboru.[3]

Nejčastěji je pro výkon profese požadováno odborné vzdělání, většinou bez maturity, několikaletá praxe, kreativita (zdobení výrobků) a flexibilita.
V roce 2019 byl odhad průměrné měsíční hrubé mzdy cukráře/cukrářky vyšší, než 19 000 Kč.